# Charles Toubé
Charles Toubé (ur. 22 stycznia 1958 w Jaunde, zm. 4 sierpnia 2016 w Duali) – kameruński piłkarz, występował na pozycji pomocnika.

## Życiorys
Charles Toube był w kadrze na Mistrzostwach Świata 1982, jednak nie zagrał na nich ani jednego meczu. Podczas tego Mundialu był zawodnikiem kameruńskiego klubu, Tonnerre Jaunde.